# Coșmar pe Strada Ulmilor (film)
Coșmar pe Strada Ulmilor este un film de groază slasher american scris și regizat de Wes Craven din 1984. În rolurile principale sunt John Saxon, Heather Langenkamp, Ronee Blakley, Amanda Wyss, Jsu Garcia, Robert Englund și Johnny Depp în primul său film.

## Prezentare
Situat în orașul ficțional Springwood, Ohio, acțiunea se învârte în jurul câtorva adolescenți care sunt terorizați în coșmarurile lor de fantoma unui criminal în serie numit Freddy Krueger.

## Actori
| Actor              | Personaj        |  |
| ------------------ | --------------- |  |
| Robert Englund     | Freddy Krueger  |  |
| Heather Langenkamp | Nancy Thompson  |  |
| Amanda Wyss        | Tina Gray       |  |
| Johnny Depp        | Glen Lantz      |  |
| Nick Corri         | Rod Lane        |  |
| John Saxon         | Donald Thompson |  |
| Ronee Blakley      | Marge Thompson  |  |
| Charles Fleischer  | Dokter King     |  |
| Lin Shaye          | Lerares         |  |

## Primire
Filmul a fost clasificat pe locul 17 în topul 100 Scariest Movie Moments realizat de Bravo.